# Zespół Ellisa-van Crevelda

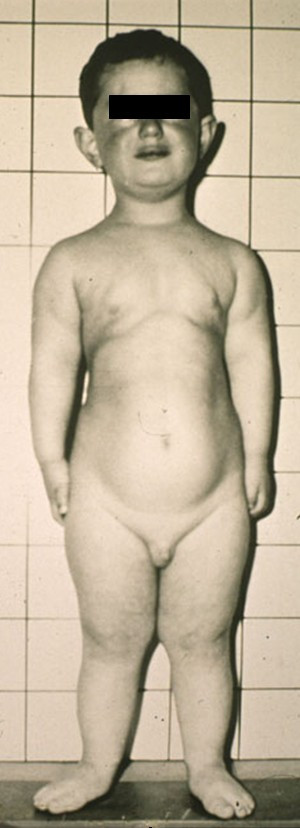
5-letni chłopiec z rozpoznanym zespołem Ellisa-van Crevelda, charakterystyczna wąska klatka piersiowa i skrócenie kończyn

Zespół Ellisa-van Crevelda (dysplazja chondroektodermalna, ang. Ellis-van Creveld syndrome, EVC, chondroectodermal dysplasia, mesoectodermal dysplasia) – rzadki, genetycznie uwarunkowany zespół wad wrodzonych o charakterze dysplazji ektodermalnej, dziedziczony w sposób autosomalnie recesywny. Chorobę jako pierwsi opisali Richard White Bernhard Ellis i Simon van Creveld w 1940 roku.

## Epidemiologia
EVC jest bardzo rzadką chorobą, jak dotąd na całym świecie udokumentowano około 150 przypadków. Szacuje się, że częstość zespołu wynosi około 1:60 000 urodzeń. Choroba znacznie częściej dotyka populację Amiszów; w tylko jednej rodzinie z Lancasteru opisano dotąd 52 przypadki choroby. Częstość zespołu u Amiszów szacowana jest na 1:200, a nosicielstwo zmutowanego genu może dotyczyć 13% tej populacji. W około 30% przypadków występuje pokrewieństwo rodziców. Mężczyźni chorują tak samo często jak kobiety.

## Etiologia

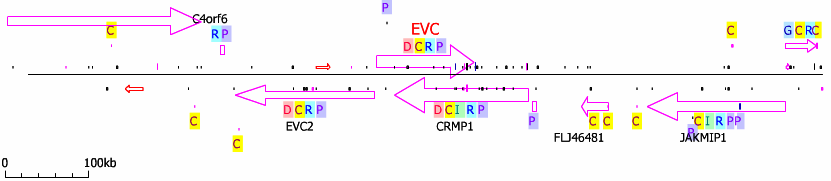
Diagram ilustrujący położenie EVC i EVC2 oraz sąsiednich genów na chromosomie 4; strzałki wskazują kierunek transkrypcji

Zespół Ellisa i van Crevelda może być spowodowany mutacjami w genie EVC w locus 4p16, albo przyległym do niego genie EVC2. Funkcje kodowanych przez te geny białek nie są dobrze poznane. Mutacje w genach EVC i EVC2 mogą wywoływać zespół Weyersa (OMIM#193530), który jest schorzeniem allelicznym o dziedziczeniu autosomalnym dominującym.

### MutacjeEVC
Stwierdzone dotąd mutacje związane z fenotypem zespołu Ellisa-van Crevelda to:
- c.IVS13DS, G-T, +5 – substytucja G>T w pozycji +5 intronu 13[5] (OMIM*604831.0001)
- p.GLN879TER – mutacja nonsesnowna w eksonie 18[5] (OMIM*604831.0002)
- p.ARG340TER – mutacja nonsensowna[5](OMIM*604831.0003)
- c.734T DEL – delecja[5](OMIM*604831.0004)
- p.ARG443GLN (p.R443Q) – zamiana reszty argininy na glutaminian (OMIM*604831.0005)
- c.1-BP DEL, 2456G – delecja guaniny powodująca przesunięcie ramki odczytu (OMIM*604831.0007).

Mutacja genu mające związek z zespołem Weyersa to mutacja typu missens p.SER307PRO (seryna na prolinę; OMIM*604831.0006).

## Objawy i przebieg

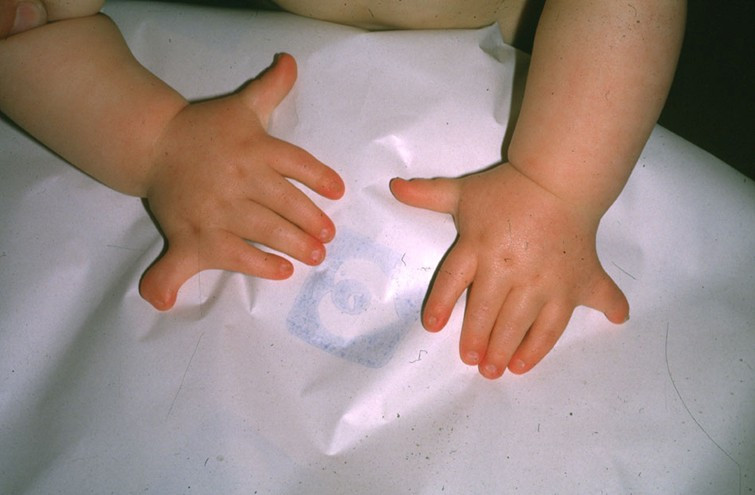
Obustronna polidaktylia u pacjenta z zespołem Ellisa i van Crevelda

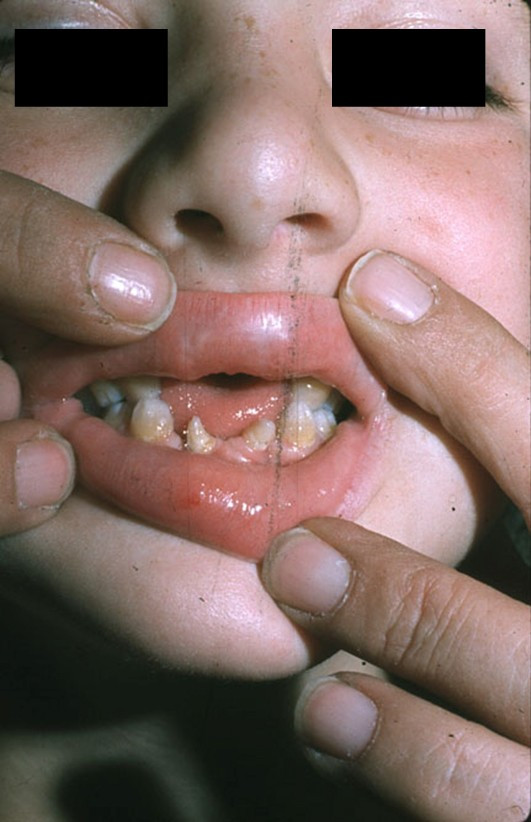
Jama ustna pacjenta z zespołem Ellisas i van Crevelda – widać brak górnych siekaczy i nieprawidłowy kształt zębów siecznych w żuchwie

Zespół ma bardzo zróżnicowany fenotyp i poszczególne objawy występują ze zmienną częstością.
Rozpoznanie w okresie prenatalnym jest możliwe od 18. tygodnia: obserwowano w tym czasie wąską klatkę piersiową płodu, skrócenie kości długich kończyn, heksadaktylię dłoni i stóp oraz wady serca. Stwierdzono również zwiększoną przezierność fałdu karkowego w 13. tygodniu ciąży i wewnątrzmaciczne zahamowanie wzrostu (IUGR).
Po urodzeniu u dziecka stwierdza się niskorosłość, wady kośćca, wady zębów, patologiczne zmiany naczyniowe i deformacje układu moczowo-płciowego. Kliniczna tetrada objawów obejmuje chondrodystrofię, polidaktylię, dysplazję ektodermalną (do 93%) i wady serca (50-60%).
Wady kośćca
Dysplazja kostna polega na opóźnieniu kostnienia w pierwszorzędowych ośrodkach i przyspieszeniu kostnienia w centrach wtórnych. Skutkami dysplazji kostnej są:
- niski wzrost, spowodowany jest skróceniem kończyn szczególnie w ich dystalnych odcinkach (mikromelia ryzomeliczna)
- wąska klatka piersiowa
- opuszczone barki
- kolana koślawe
- lordoza lędźwiowego odcinka kręgosłupa
- szerokie dłonie i stopy
- polidaktylia dłoni, niemal zawsze obustronna, i niekiedy polidaktylia stóp
- hipoplazja dystalnych paliczków – palce określane są jako "kiełbaskowate"
- wady kości nadgarstka
- wady rozwojowe miednicy

Wady w układzie krążenia
Występują u 50-60% pacjentów, są to przede wszystkim:
- pojedynczy przedsionek serca (40%)
- wady zastawki mitralnej i trójdzielnej
- przetrwały przewód tętniczy
- wspólny kanał przedsionkowo-komorowy
- ubytki przegrody międzykomorowej lub międzyprzedsionkowej
- HLHS.

Wady zębów
- wady zgryzu
- zrosty dziąsłowo-wargowe
- przerost dziąseł
- przerost wędzidełka
- dodatkowe wędzidełka
- ząbkowanie krawędzi siekaczy
- transpozycje zębów
- diastemę
- zęby o nieprawidłowym stożkowatym kształcie
- hipoplazję szkliwa
- hipodoncję.

Zęby mogą się przedwcześnie wyrzynać i przedwcześnie wypadać, częściej ulegają próchnicy.
Wady układu moczowo-płciowego
- agenezja lub hipoplazja nerek
- spodziectwo
- wierzchniactwo
- małe prącie
- megaureter
- wodonercze
- wady cewki moczowej i pochwy.

Inne wady
- dysplazja ektodermalna paznokci palców dłoni i stóp (cienkie, wklęsłe płytki paznokciowe) oraz włosów (skąpe lub nieobecne owłosienie skóry głowy).

## Różnicowanie
Diagnostyka różnicowa zespołu Ellisa-van Crevelda obejmuje inne choroby z grupy SRP (skrócenie żeber + polidaktylia):
- zespół Saldino-Noonan
- zespół Majewskiego
- zespół Vermy-Naumoffa
- zespół Beemera-Langera
- dystrofię Jeunego.

Ponadto, bardzo podobnymi schorzeniami są zespół McKusicka-Kaufmana oraz wspomniany zespół Weyersa.

## Leczenie i rokowanie
Leczenie jest objawowe i polega na chirurgicznych operacjach naprawczych wad wrodzonych. Wady serca wiążą się z dużą śmiertelnością, powodują zgon w niemowlęctwie połowy pacjentów z EVC. U pozostałych 50% oczekiwana długość życia jest podobna do reszty populacji.

## Historia
Chorobę opisali jako pierwsi Richard W.B. Ellis z Edynburga i Simon van Creveld z Amsterdamu we wspólnej pracy z 1940 roku. Obaj prowadzili pacjentów z tą chorobą, o czym się podobno przekonali, jadąc w tym samym przedziale pociągu na konferencję pediatrów w Wielkiej Brytanii, w późnych latach 30.. Trzeci przypadek opisany w pracy Ellisa i van Crevelda został przedstawiony w podręczniku  pediatrii w 1933 roku. Dalsze badania nad chorobą prowadził Victor McKusick w latach 60.; opisał rodzinę Amiszów z Lancasteru w stanie Pensylwania, w której odnotowano największą liczbę przypadków EVC – w owym czasie prawie wszyscy pacjenci opisani w literaturze należeli do tej rodziny. Gen odpowiedzialny za chorobę sklonował Ruiz-Perez i wsp. w 2000 roku.